# Breitenbach (Bas-Rhin)
Breitenbach ist eine französische Gemeinde mit 663 Einwohnern (Stand 1. Januar 2021) im Département Bas-Rhin in der Europäischen Gebietskörperschaft Elsass und in der Region Grand Est. Sie gehört zum Arrondissement Sélestat-Erstein und zum Kanton Mutzig.

## Geografie
Die Vogesen-Gemeinde Breitenbach liegt im Tal des gleichnamigen Breitenbaches, einem Seitental des Ruisseau du Giessen de Steige, der über den Giessen zur Ill fließt. Im Nordwesten ist Breitenbach über den 961 m hoch gelegenen Col de la Charbonnière mit dem Breuschtal, im Nordosten über den 766 m hohen Col du Kreuzweg mit dem Andlautal verbunden.
Zu Breitenbach gehört auch der Ortsteil Kriegersmatt.
Nachbargemeinden von Breitenbach sind Le Hohwald im Nordosten, Albé im Südosten, Saint-Martin im Süden, Maisonsgoutte und Steige im Südwesten sowie Bellefosse im Nordwesten.

## Wappen
Wappenbeschreibung: In Silber ein Balken aus sechs blauen Spindeln.

## Bevölkerungsentwicklung
| Jahr      | 1962 | 1968 | 1975 | 1982 | 1990 | 1999 | 2007 | 2017 |
| Einwohner | 714  | 726  | 747  | 642  | 671  | 652  | 700  | 665  |

## Sehenswürdigkeiten
- Kirche St. Gallus (Église Saint-Gall) aus dem 18. Jahrhundert

|  |